# سیارک ۲۵۶۴۶
سیارک ۲۵۶۴۶ (به انگلیسی: 25646 Noniearora، نامگذاری:2000AL74)۲۵۶۴۶مین سیارک کشف شده‌است که در ۰۵ ژانویه ۲۰۰۰ کشف شد.